# المتحف الوطني للعمارة الشعبية والطرز الشعبية في أوكرانيا
المتحف الوطني للعمارة والطرز الشعبية في أوكرانيا (بالأوكرانية: Націона́льний музе́й наро́дної архітекту́ри та по́буту Украї́ни)‏)، هو متحف في الهواء الطلق تبلغ مساحته 133.5 هكتارًا، يقع في 1 شارع أكاديميكا ترونكا، في حي بيروهيف في منطقة هولوسييفسكي ، كييف، أوكرانيا. تُمثل المجموعة المعمارية والمناظر الطبيعية: المناطق التاريخية والإثنوغرافية الرئيسية في أوكرانيا، وهي مخصصة للحفاظ على ودراسة الطرز الشعبية الأوكرانية الإقليمية.

## الموقع
تم ذكر مستوطنةبيروهيفكا Pyrohivka لأول مرة في عام 1627، كمنطقة إقطاعية تابعة لـكييف بيشيرسك لافرا، على الرغم من أن الأدلة الأثرية في الموقع تؤكد أن مقاطعة "بيروهيف Pyrohiv"؛ قد تم استيطانها في وقت مبكر من العصر البرونزي. تشير سجلات عام 1720 إلى قريةبيروجوف Pyrozhov.

## التاريخ

### مؤسسة تحت السلطة السوفيتية
في 6 فبراير 1969، تم اعتماد قرار مجلس وزراء جمهورية أوكرانيا الاشتراكية السوفياتية رقم 105 "بشأن إنشاء متحف الدولة للعمارة الشعبية والحياة في جمهورية أوكرانيا الاشتراكية السوفياتية". وقد سبق ذلك عدد من المبادرات العامة المثيرة للجدل في وقتها، وعلى وجه الخصوص، نشرت رسالة مفتوحة من المهندس المعماري س. فيروفسكي، إلى جانب شخصيات أوكرانية معروفة في مجال العلم والثقافة حريصة على الحفاظ على ثقافة الحياة الأوكرانية الإقليمية. تم تطوير البرنامج الحكومي- الذي وافقت عليه القيادة الحزبية لجمهورية أوكرانيا الاشتراكية السوفياتية- بمبادرة ومشاركة جزئية من نائب رئيس مجلس وزراء جمهورية أوكرانيا الاشتراكية السوفياتية آنذاك (1961-1978)، بيترو تيموفيوفيتش ترونكو (1915-2011)، الذي يعتبر مؤسس المتحف.
في مذكراته، سمى أو.ليشكو رئيس مجلس وزراء جمهورية أوكرانيا الاشتراكية السوفياتية ترونكو ليس فقط المبادر، ولكنه أيضًا روح إنشاء المتحف. اختار ترونكو شخصيًا موقع المتحف وتأكد من الاستحواذ على الأرض. تم تحديد موقع المتحف على أساس الشروط التالية:
- الحفاظ على واستنساخ أوكرانيا التقليدية
- تعميم الحرف الشعبية والحرف اليدوية
- البحث في الفن الشعبي من خلال المناطق التاريخية والإثنوغرافية في أوكرانيا، مع التركيز خاصةً على منطقة دنيبر الوسطى ( سلوبوزانشينا، بوليسيا، بودوليا، الكاربات، العمارة الجنوبية في أوكرانيا)

سيتم وضع المناطق داخل أراضي المتحف حسب الخصوصية الجغرافية في الإثنوغرافية المتماثلة والمناظر الطبيعية والمناطق الطبيعية.

### الإدارة بواسطة الجمعية الأوكرانية لحماية الآثار التاريخية والثقافية
حتى 1971، ظل المتحف تحت إدارة وزارة الثقافة الأوكرانية. نقل قرار مجلس وزراء جمهورية أوكرانيا الاشتراكية السوفياتية بتاريخ 31 مارس 1971 رقم 159، بيروهيف إلى إدارة الجمعية الأوكرانية لحماية الآثار التاريخية والثقافية. يمكن تسمية هذه السنوات بأنها الأكثر فائدة في أعمال إنشاء المتحف وتوسيع معرضه، كان على موظفي المتحف التغلب على الصعوبات المتعلقة ليس فقط باختيار المعروضات، ولكن أيضًا بمؤامرات الحزب وسوء التفاهم فيما يتعلق بحجم الترميم؛ الذي سيكون ضرورياً؛ لإعادة بناء العديد من هذه المباني التاريخية الهشة.
تطلب كلاً من التفكيك والصيانة والنقل والترميم والتركيب في موقع آثار العمارة الشعبية( من منازل ومباني زراعية وكنائس خشبية وطواحين الهواء وغيرها) إنشاء ورش ترميم متخصصة، والتي أنشأتها الجمعية بموجب حقوقها في التقسيم الهيكلي.
أجرى موظفو المتحف، بمشاركة نشطة من نشطاء المنظمات الإقليمية للجمعية، بحثًا وجمعاً للآثار القيمة للإثنوغرافيا والفن الزخرفي والتطبيقي والملابس الشعبية والأثاث والأواني الخشبية والخزفية والملابس الرجالية والنسائية والموسيقية الأدوات، وما إلى ذلك. أضافت هذه الجهود حوالي 700 قطعة إضافية إلى مجموعة المتحف، والتي تم وضعها مؤقتًا في مجمع المتحف الرئيسي في كييف.
تم افتتاح المتحف أمام الزوار في 1976. واصلت الجمعية تمويل أنشطة المتحف وورشة الترميم حتى 1989، مع أنه تم نقل المتحف إلى فرع من فروع أكاديمية العلوم في أوكرانيا، وبعد ذلك إلى وزارة العلوم والثقافات الأوكرانية.

### استقلال أوكرانيا
في 5 يوليو 2004، وفقًا لأمر مجلس وزراء أوكرانيا بتاريخ 21 يوليو 2008 رقم 417، تم نقل المتحف إلى الأكاديمية الوطنية للعلوم في أوكرانيا. قام فيكتور يوشتشينكو، بموجب مرسومه رقم 644/2008، بترقية المتحف إلى الوضع الوطني ضمن التسلسل التنظيمي للمتحف الأوكراني خلال الفترة. تمت الموافقة على الوثائق المنظمة لأنشطة المتحف، وبخاصةً التشريع، بأمر من هيئة رئاسة الأكاديمية الوطنية للعلوم في أوكرانيا بتاريخ 14 مايو 2009 رقم 305، وفي 2 يونيو تم تسجيل التشريع الجديد بشكل قانوني.

## الخلافات الأخيرة
وفي السنوات الأخيرة، تضررت العديد من المباني الخشبية للمتحف بسبب الحرائق. الحريق الأحدث في 15 سبتمبر/أيلول 2006 دمر منزلاً واحداً بالكامل، وألحق أضراراً جسيمة بمنزلين آخرين. وفقًا لمدير المعهد آنذاك هانا سكريبنيك ووزارة الطوارئ الأوكرانية، كان الحريق نتيجة إحراق الممتلكات، للتغطية على سرقة مجموعة قيمة من الكاسوني؛ تعود إلى القرن الثامن عشر، والتي كانت معروضة في المبنى المحترق. وأشار سكريبنيك إلى أنه في العصر السوفييتي، كان لدى المتحف مجموعة أمنية مُخصصة وبيت إطفاء، تم حلهما بعد تفكك الاتحاد السوفيتي بسبب الإهمال في التمويل من جانب الحكومة الأوكرانية.
أصبح استخدام قطعة الأرض في محيط المتحف محور فضيحة؛ حيث وافقت السلطات المحلية على العديد من مشاريع البناء التجارية، بما في ذلك مجمع ترفيهي شاهق فاخر ومحطة وقود الجازولين. وتوقفت الآن أعمال البناء المذكورة آنفاً بسبب الفضيحة الشعبية، لكن يتواصل العمل على بناء محطة تعبئة الوقود بالقرب من مدخل المتحف.

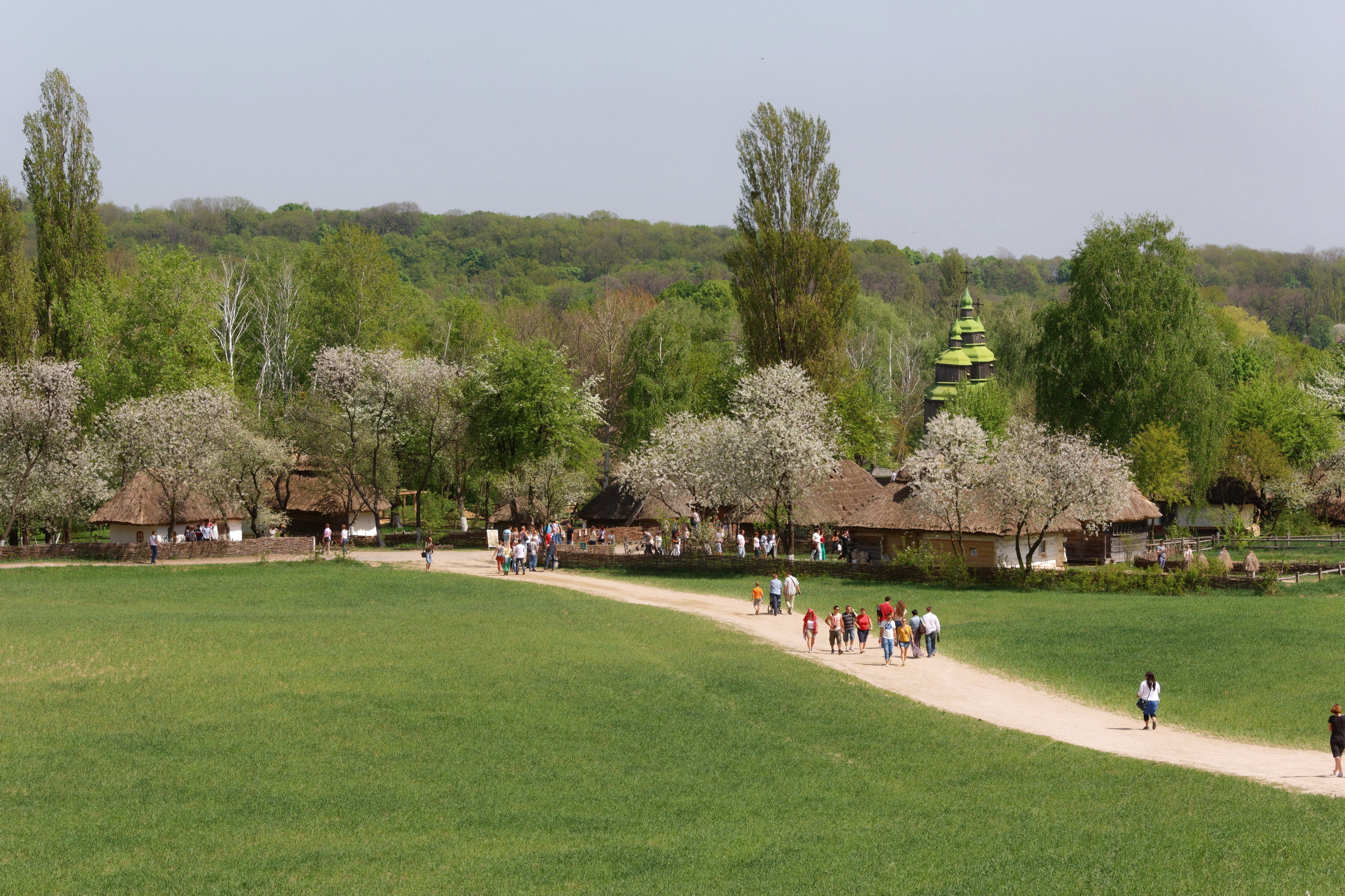
متحف بيروهيف للطرز الشعبية
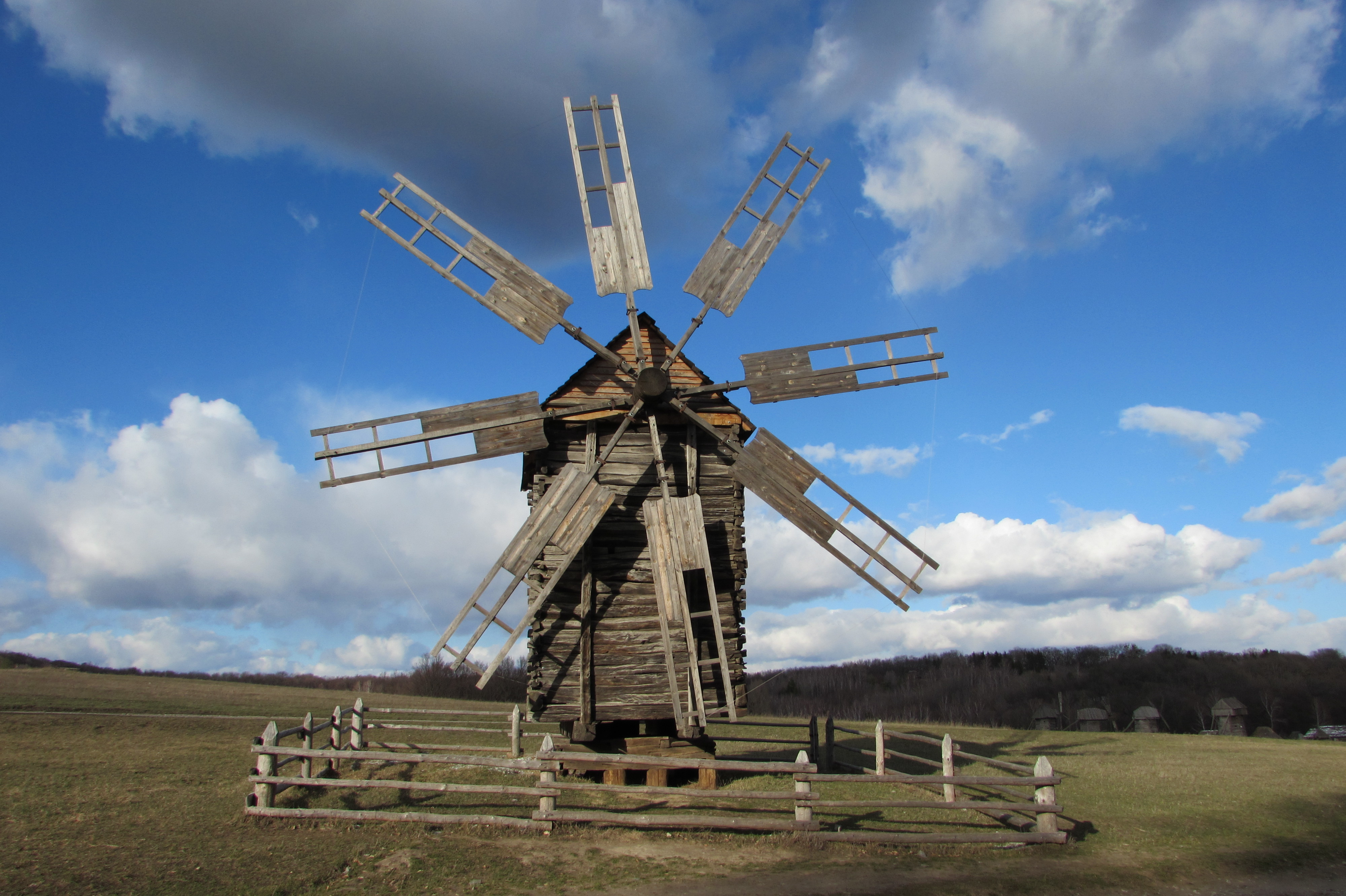
طاحونة الهواء (منطقة سومي)
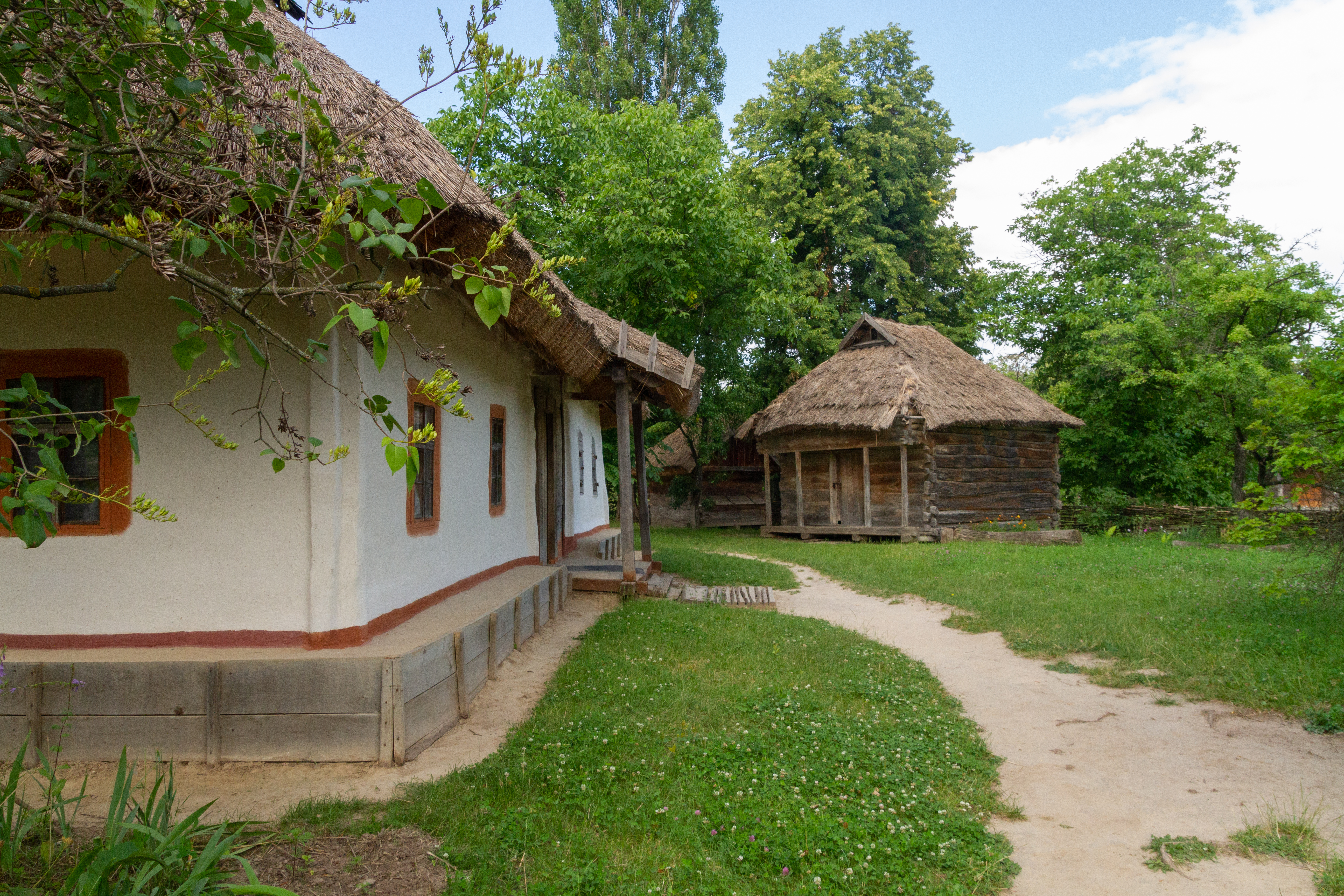
أكواخ(بوليسيا)
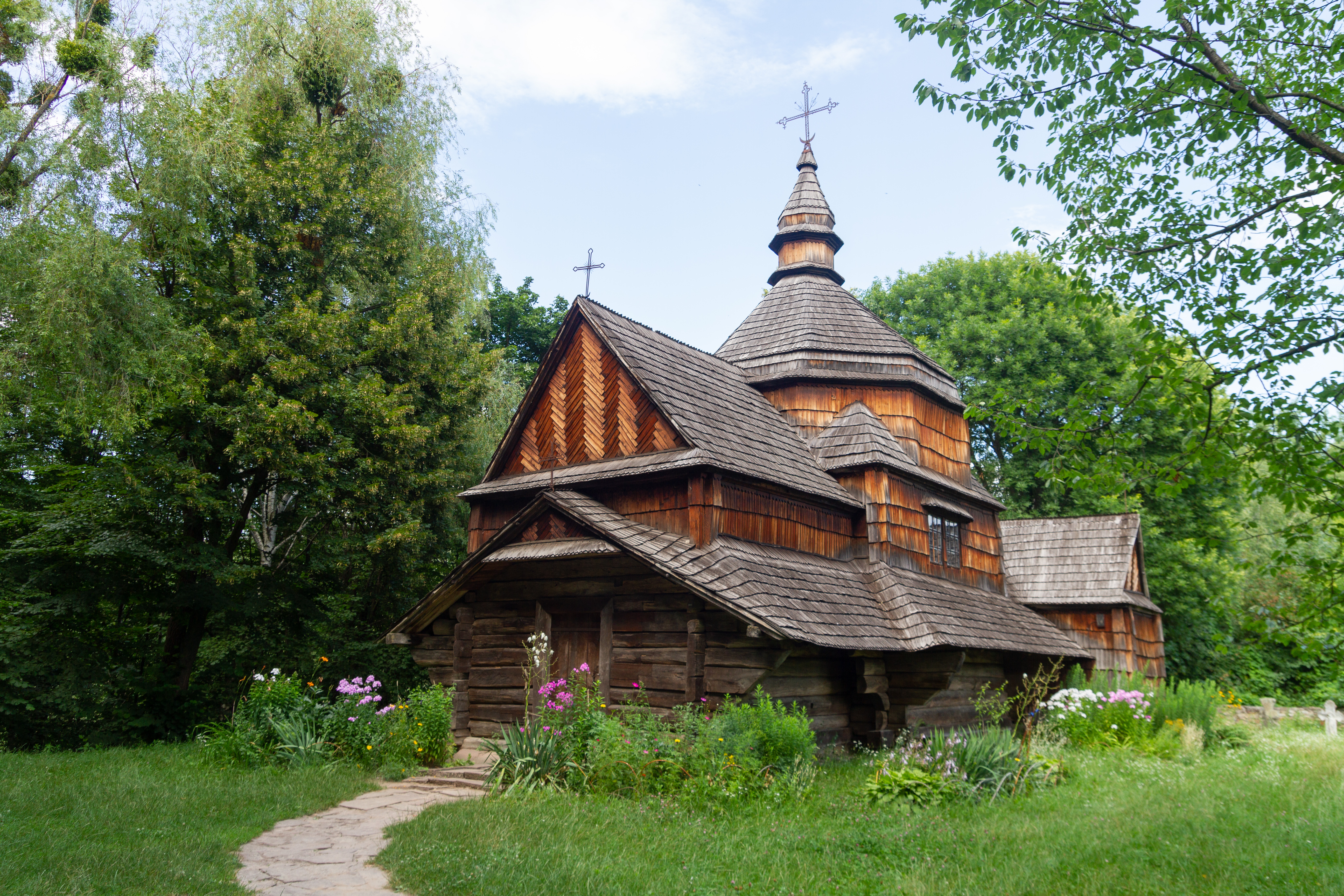
كنيسة القديس ميكولاي
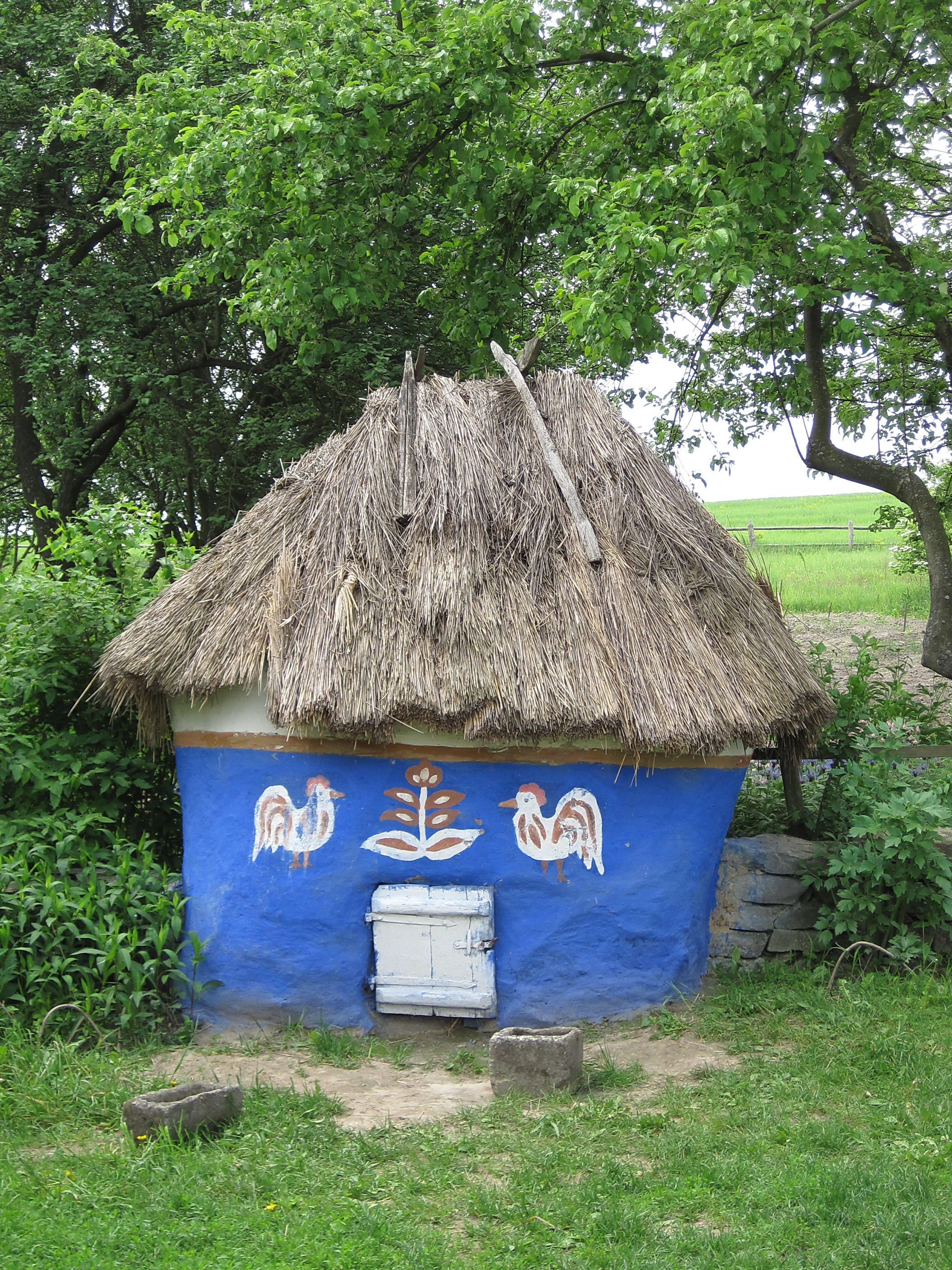
داخلي
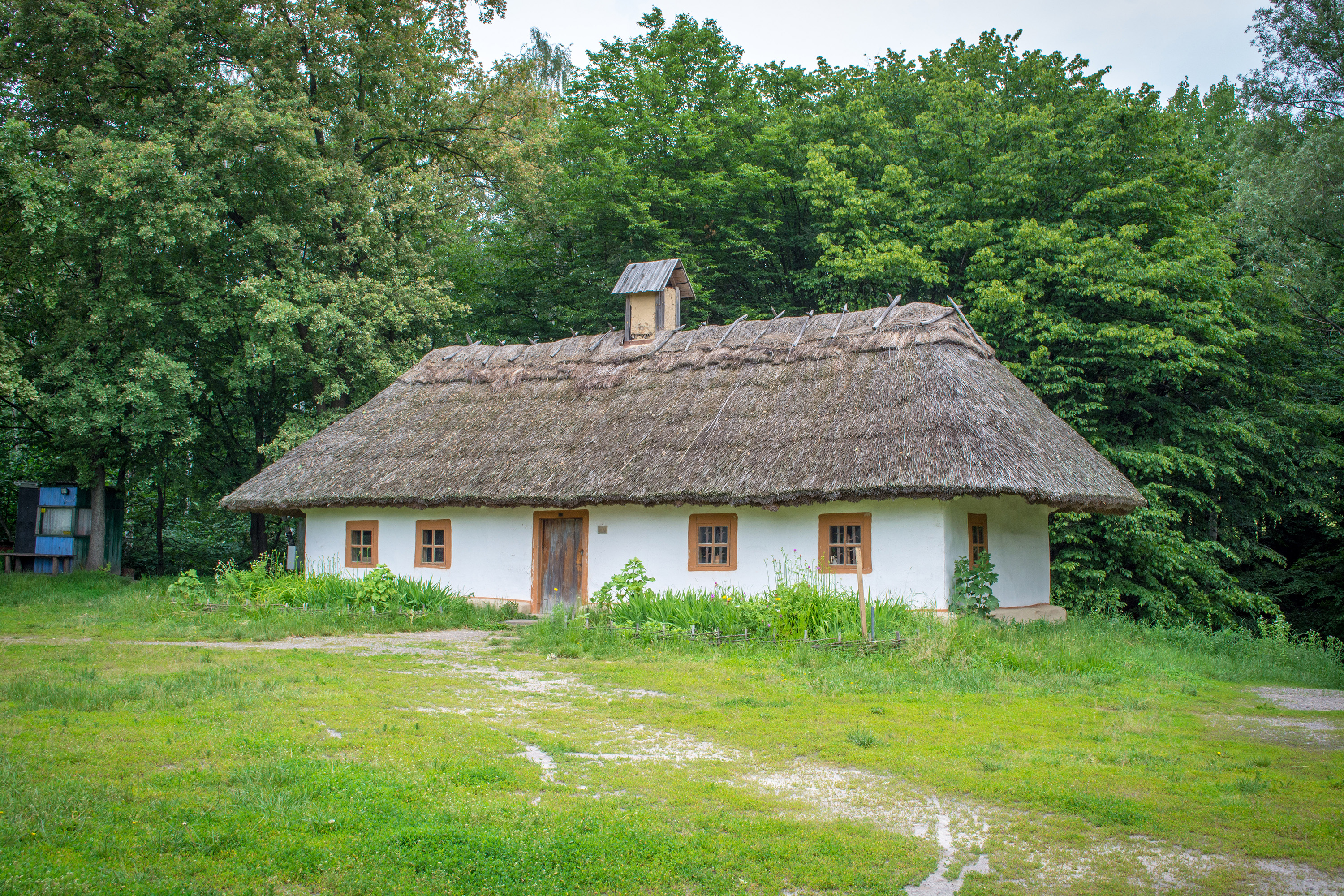
كنيسة خشبية
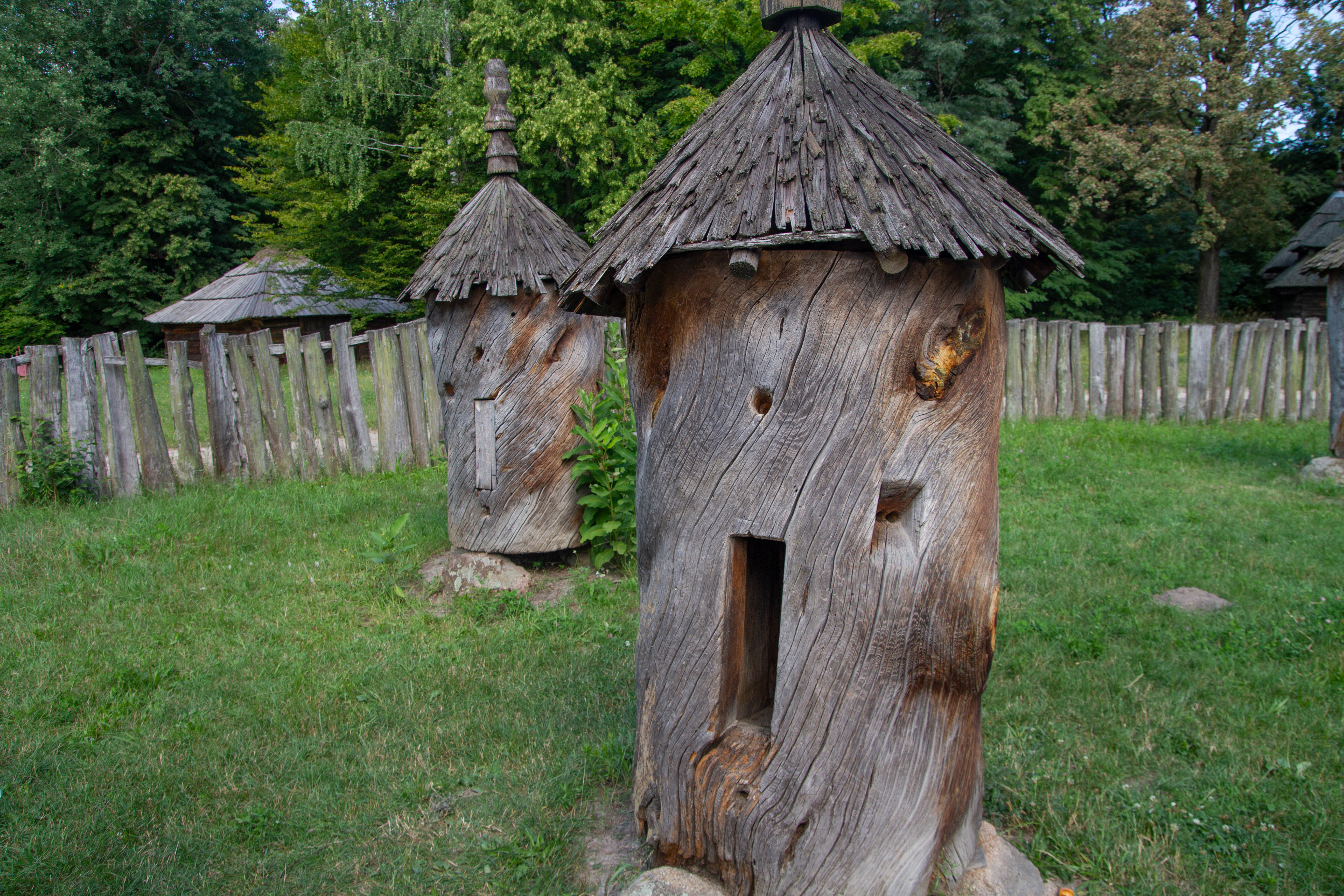
خلية نحل
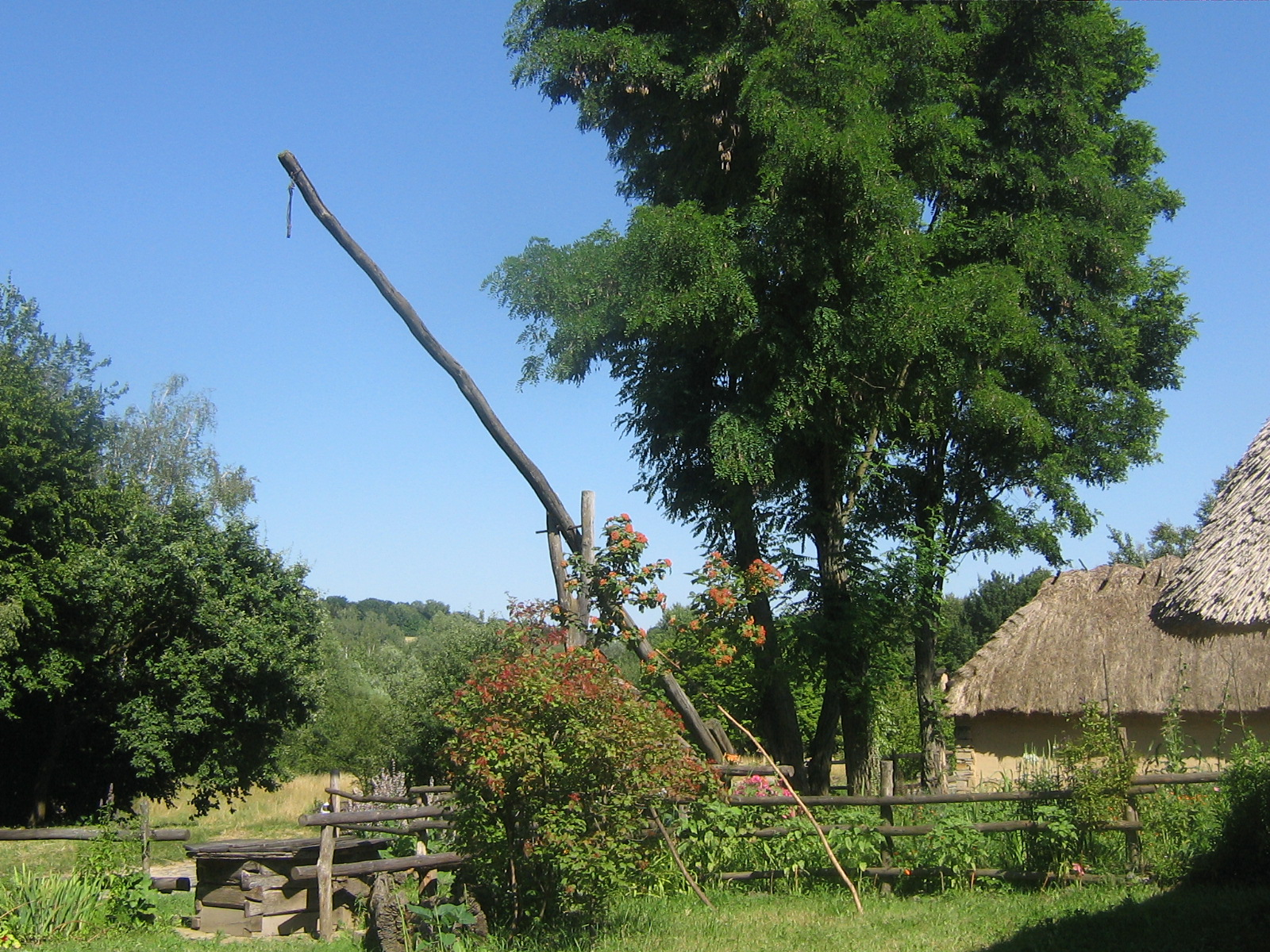
بئر تقليدي
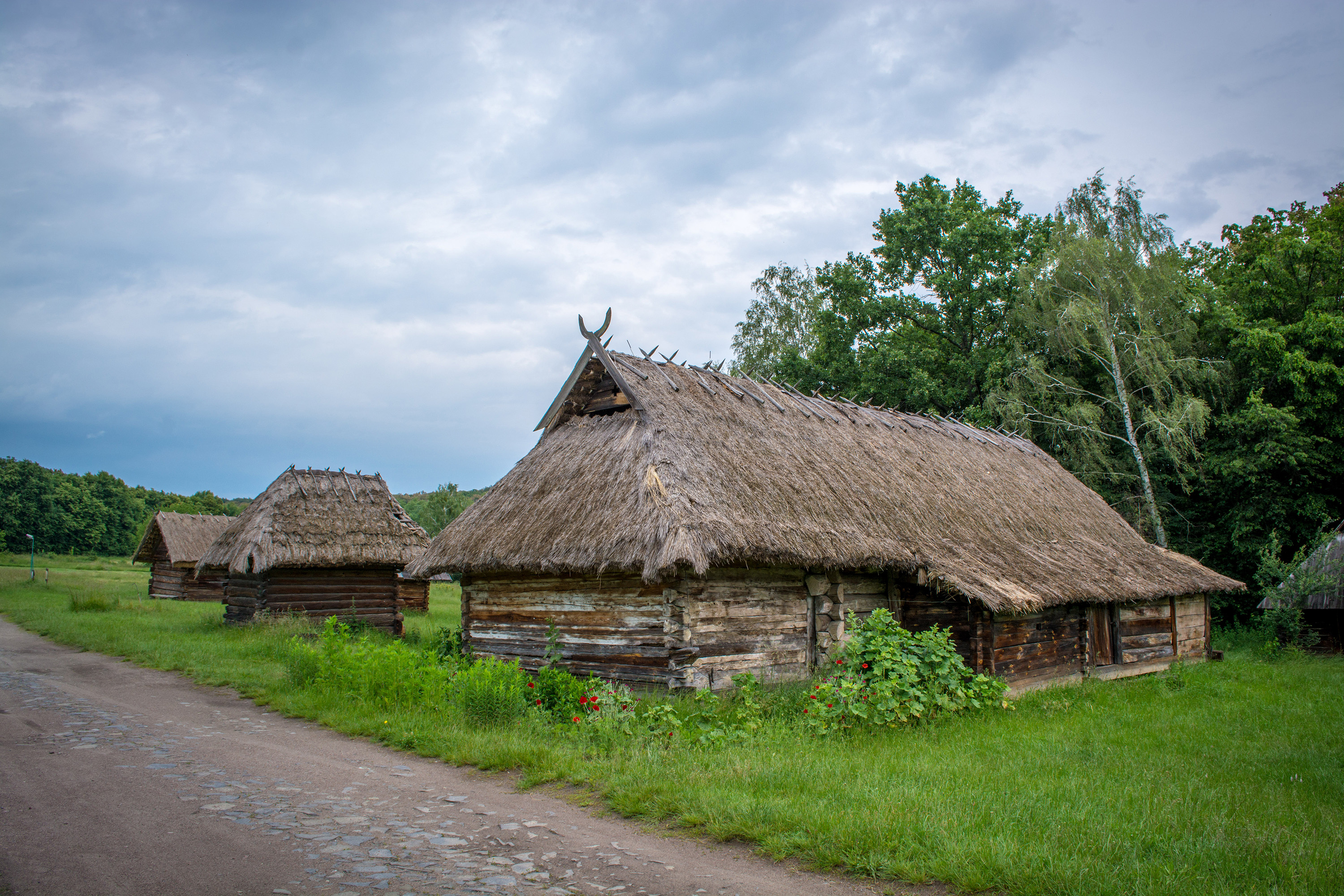
مباني المزرعة
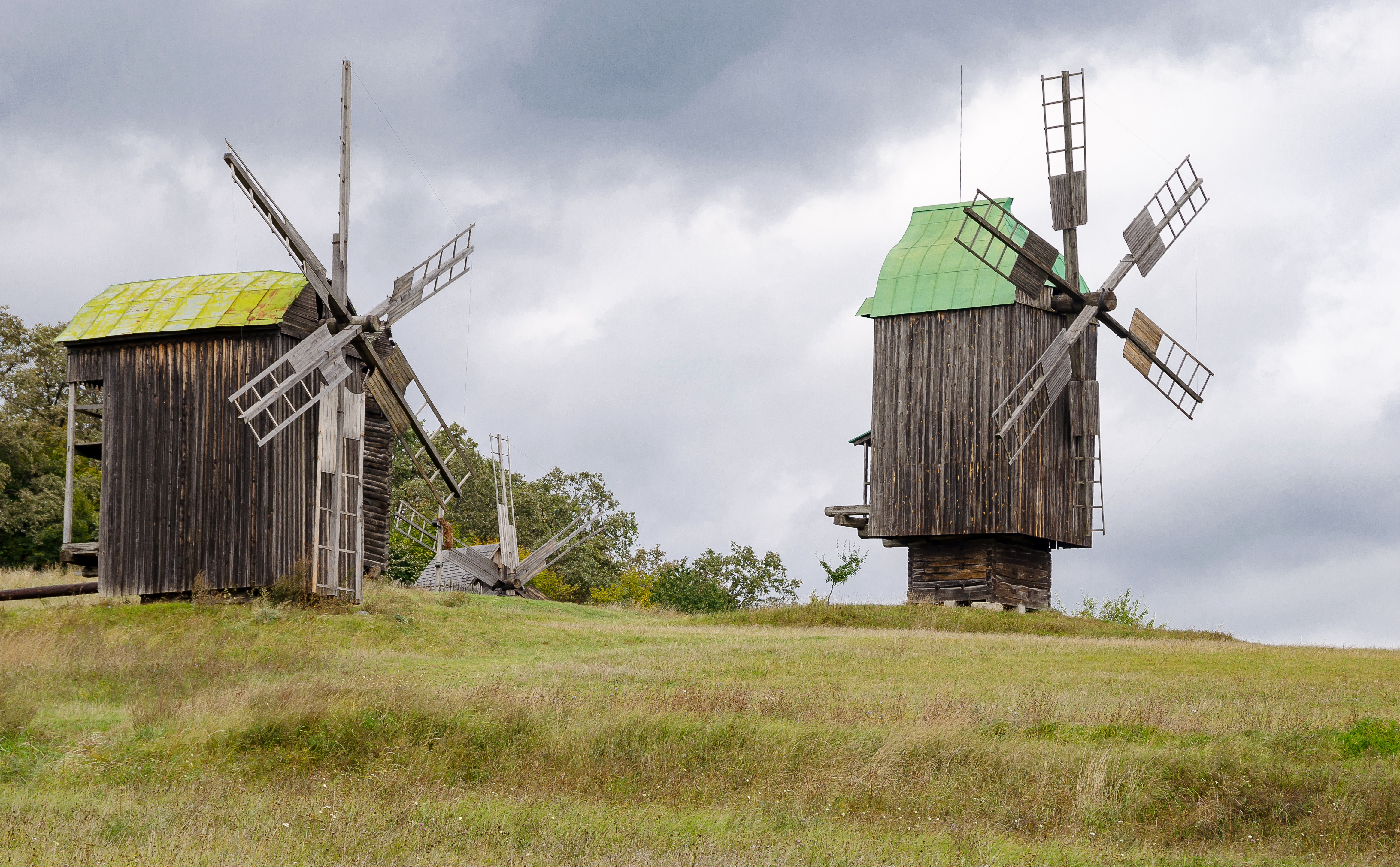
طواحين الهواء (منطقة تشيرنيهيف)